# Henri Shée
Henri Shée de Lignières (* 25. Januar 1739 in Landrecies; † 3. März 1820 in Paris) war ein französischer Politiker.

## Leben
Henri Graf Shée entstammte einer irischen Adelsfamilie. Sein Vater William O'Shee (1707–1789, verheiratet mit Marie-Thérèse Préponier) war Hauptmann der Kavallerie und auch der Sohn trat schon früh als Infanterist in die königliche Armee ein. Während der Französischen Revolution wechselte er zur Kavallerie, wurde Stabsoffizier und dann Oberst. Zwar wurde er 1791 auf eigenen Wunsch in den Ruhestand versetzt, am 21. März 1797 aber von General Hoche zum Präsidenten der in Bonn ansässigen Zwischenkommission für die eroberten Länder zwischen Rhein und Maas ernannt, die im Dezember 1797 schon wieder aufgelöst wurde.
Am 22. Dezember 1799 wurde Shée dann Nachfolger von Joseph Lakanal als in Mainz ansässiger Regierungskommissar der linksrheinischen Departements. Nach dem Staatsstreich vom 9. November 1799 erhielt er einen Sitz im französischen Staatsrat, 1801 einen Posten als Präfekt des Departements Donnersberg, 1802 bis 1810 des Departements Nieder-Rhein und am 5. Februar 1810 wurde er Mitglied des Sénat conservateur.

## Adelserhebung und Ehrung
Im September 1781 wurde Henri Shée de Lignières zum Ritter von Saint-Louis ernannt und am 14. Juni 1806 zum Kommandeur der Ehrenlegion, am 14. April 1810 wurde er in den Reichsgrafenstand erhoben und am 4. Juni 1814 im Rahmen der Errichtung der Pairskammer zum Pair de France ernannt.